# Qual Amor Te Faz Feliz?
Qual Amor Te Faz Feliz? é o sétimo álbum de estúdio e quarto álbum de vídeo da cantora e compositora brasileira Paula Fernandes. Lançado em 12 de setembro de 2024.
O DVD foi anunciado com prévia da canção "Me Afoguei" composição da cantora baiana Bia Marques, através dos perfis oficiais do "Conceito Sertanejo" e "Tv Meu Sertanejo" ambos por meio do Instagram. O projeto trás uma versão mais madura e empoderada da artista, com direito a várias trocas de figurinos desde os mais sensuais, românticos, sertaneja raíz ao estilo Country.

## Sobre o álbum
Esse é o primeiro projeto no qual Paula Fernandes tem o total controle sobre suas obras fonográficas, sendo o sétimo álbum de estúdio da artista, as canções foram compostas entre 2022 a 2023, as faixas "Me Afoguei" e "Fé No Amor" e algumas outras ja foram ouvidas pelo público em guias postadas no Instagram oficial da cantora. O álbum promete entregar uma nova visão sobre a musicalidade e versatilidade da artista. A canção "Fogo e Água" é uma das favoritas da artista e do público, tendo recebido vários elogios do crítico Dudu Purcena que é um dos principais críticos da música sertaneja, A faixa é bem semelhante a sucessos antigos como "Quero Sim"e "Jeito de Mato" e até mesmo a hits atuais como no caso do single promocional "Antigo Novo Amor". O projeto ainda trás, a canção "Tchau pra Ela" composta por Fernandes, Elias Mafra, Luigi, Gabriel Rocha e Juan Marcus, o hit foi levemente inspirado no término da sertaneja com o empresário Ronny Cecconelo.
A primeira parte do projeto será lançada em 13 de junho de 2024.

## Singles, Divulgação
Singles
O primeiro single "Anota Aí" teve seu lançamento junto da primeira parte do álbum em 13 de junho de 2024, a letra da canção foi composta por Paula Fernandes em parceria de Vinícius Leão, Yago Vidal e Anderson Toledo. 
Alguns famosos como Neymar, Ana Castela, Paola Oliveira e Carlinhos Maia responderam o questionamento de — Qual Amor Te Faz Feliz? — através do Instagram oficial da artista, como divulgação do projeto audiovisual.
O segundo single "S de Sua" teve seu lançamento em 12 de setembro de 2024.
A canção "Ainda Não Me Acostumei" foi escolhida como terceiro single tendo seu lançamento em 28 de outubro de 2024.
Singles promocionais
A canção "Tchau pra Ela" foi escolhida como primeiro single promocional para o álbum, tendo o seu lançamento em 13 de junho de 2024, a letra da canção foi levemente inspirada no término do relacionamento de Fernandes com o empresário Rony Cecconello.
O segundo single promocional "Fogo e Água" foi lançado em 13 de setembro de 2024.

## Antecedentes
O novo álbum foi gravado em São Paulo e promete trazer um debate sobre o sentimento mais forte na humanidade com a pegada do sertanejo. Com produção musical de Ricardo Lopes, com quem já trabalhou no álbum anterior (2023).

## Lista de faixas
1. Ainda Não Me Acostumei
2. S de Sua
3. Anota Aí
4. Fogo e Água
5. Me Afoguei
6. Fé no Amor
7. Ambiente Arriscado
8. Até Ontem
9. Tchau Pra Ela
10. Mentirinha Boa
11. Meus Encantos

## Desempenho nas tabelas musicais
| Parada musical (2024)           | Melhor posição |                              |    |
| ------------------------------- | -------------- | ---------------------------- | -- |
| Parada musical (2024)           | Melhor posição | Brasil (TOP 20 Semanal ABPD) | 19 |
| Brasil (iTunes Top 100 Semanal) | 64             |                              |    |

## Recepção da crítica
| Críticas profissionais | Críticas profissionais |
| Avaliações da crítica  | Avaliações da crítica  |
| Fonte                  | Avaliação              |
| ---------------------- | ---------------------- |
| Conceito Sertanejo     | positivo               |
| Müller Bento           | positivo               |
| Gabriel Orriz          | positivo               |
| Dudu Purcena           | positivo               |

| “ | É inegável o talento e a capacidade de se reinventar no decorrer de sua carreira. | ” |

, Müller

## Compositores
- Gabriel Rocha
- Luigi
- Paula Fernandes
- Elias Mafra
- Bia Marques
- Juan Marcus
- Lary
- Vanessinha
- Zezé di Camargo
- Elias Inácio
- Vinícius
- PG

## Histórico de lançamento
| Região | Data                       | Formato(s)                 | Gravadora(s)                         |
| ------ | -------------------------- | -------------------------- | ------------------------------------ |
| Brasil | 13 de junho de 2024 — EP 1 | Download digital streaming | Universal Music, Virgin Music Brasil |